# Spinapen
Spinapen (Brachyteles), ook wel "muriqui" genoemd, zijn een geslacht van zoogdieren uit de familie van de grijpstaartapen (Atelidae). De wetenschappelijke naam van het geslacht werd in 1823 gepubliceerd door Johann Baptist von Spix.

## Verspreiding en leefgebied
De spinapen komen alleen voor in Brazilië, in de staten Rio de Janeiro, São Paulo, Minas Gerais, Espiritu Santo en Bahia.

## Taxonomie
Er worden twee soorten tot dit geslacht gerekend.
- Geslacht: Brachyteles (Spinapen) (2 soorten)
  - Soort: Brachyteles arachnoides – Zuidelijke spinaap, in Rio de Janeiro en São Paulo;
  -  Soort: Brachyteles hypoxanthus – Noordelijke spinaap, in Minas Gerais, Espiritu Santo en Bahia.

Het geslacht is het meeste verwant aan het geslacht Lagothrix, waarmee het het subtribus Brachytelina vormt.